# Wilhelm Röpke
Wilhelm Röpke (Schwarmstedt, 10 ottobre 1899 – Ginevra, 12 febbraio 1966) è stato un economista tedesco.
Fu fautore di una terza via cristiano-liberale alternativa al liberalismo e al socialismo durante la guerra fredda.

## Biografia
Dopo essere entrato all'Università Georg-August di Gottinga nel 1917, studiò successivamente all'Università di Tubinga e all'Università di Marburgo, dove conseguì il dottorato nella primavera del 1921 sotto la supervisione di Walter Troeltsch.
Chiamato nel 1922 come libero docente dall'Università di Marburgo, fu nominato professore all'Università di Jena nel 1924, all'Università di Graz nel 1928 e all'Università di Marburgo nel 1929 come professore ordinario di economia politica.
Oppositore del nazionalsocialismo, nel 1933 fu dichiarato nemico del popolo ed espulso dal mondo accademico tedesco, trasferendosi inizialmente nei Paesi Bassi e in Inghilterra, per poi essere chiamato a tenere la cattedra di economia politica all'Università di Istanbul.
Nel 1937 venne chiamato dall'Istituto di alti studi internazionali di Ginevra. Nel 1938 partecipò al colloquio Walter Lippmann.
Verso la fine degli anni Cinquanta Röpke fu consigliere del cancelliere Konrad Adenauer.

## Pensiero
Promuovendo la necessità di bilanciare il liberalismo con i princìpi etici e solidaristici della dottrina sociale della Chiesa cattolica, fu uno dei principali esponenti della scuola di pensiero economico chiamata ordoliberalismo, la quale sosteneva l'intervento pubblico in una economia sociale di mercato.

## Opere
- Wilhelm Röpke, La crisi sociale del nostro tempo, Roma, Giulio Einaudi Editore, 1946.
- Wilhelm Röpke, L'ordine internazionale, Milano, Rizzoli, 1946.
- Wilhelm Röpke, Il problema della Germania, Milano, Rizzoli, 1946.
- Wilhelm Röpke, Civitas humana, Milano, Rizzoli, 1947.
- Wilhelm Röpke, L'insegnamento dell'economia politica, Milano, Rizzoli, 1947.